# Леонардо Винчи
Леонардо Винчи (на италиански: Leonardo Vinci) е италиански бароков композитор, познат основно със своите опери.

## Биография
Той е роден в Стронголи и е получил образованието си в Неапол под ръководството на Гаетано Греко (Gaetano Greco) в Музикалната консерватория на града (Conservatorio dei Poveri di Gesù Cristo). През 1719 г. започва да композира опера-буфа на неаполитански диалект, но също така композира и много опери серия. Той постъпва в католическата Конгрегация на броеницата във Формиело през 1728 г. Умира през май 1730 г. Говори се, че Винчи е отровен в резултат на необмислена афера, което се твърди от няколко надеждни източника без очевидни противоречия.

## Опери и оратории
- Le doje lettere (1719)[3]
- Lo cecato fauzo (1719)
- Lo scagno (1720)
- Lo scassone (1720)
- Lo Barone di Trocchia (1721)
- Don Ciccio (1721)
- Li zite 'ngalera (1722)
- La festa di Bacco (1722)
- Publio Cornelio Scipione (1722)
- Lo castiello sacchiato (1722)
- Lo labberinto (1723)
- Semiramide (1723)
- Partenope (1723)
- Silla dittatore (1723)
- Oratorio di Maria dolorata (1723)
- Farnace (1724)
- La mogliera fedele (1724)
- Turno Aricino (1724)
- Ifigenia in Tauride (1725)
- La Rosmira fedele (1725)
- Il trionfo di Camilla (1725)
- Elpidia (1725)
- L'Astianatte (1725)
- Didone abbandonata (1726)
- Siroe, Re di Persia (1726)
- L'asteria (1726)
- Ernelinda (1726)
- Gismondo, Re di Polonia (1727)
- La caduta dei Decemviri (1727)
- Catone in Utica (1728)
- Medo (1728)
- Flavio Anicio Olibrio (1728)
- La Semiramide riconosciuta (1729)
- Alessandro nell'Indie (1729)
- Farnace (1729)
- La Contesa dei Numi (1729)
- Massimiano (1729)
- Artaserse (1730)
- Oratorio per la Santissima Vergine del Rosario (1730)

## Избрани записи
- Artaserse – Philippe Jaroussky (Artaserse), Max Emanuel Cencic (Mandane), Daniel Behle (Artabano), Franco Fagioli (Arbace), Valer Barna-Sabadus (Semira), Юрий Миненко (Megabise), Coro della Radiotelevisione svizzera, Concerto Koln, Diego Fasolis; Virgin/EMI (2012)
- Fileno – Soprano Cantatas Mesta Oh Dio, tra queste selve. Mi costa tante lacrime. Amor di Citerea. Parto, ma con qual core. Emanuela Galli & Francesca Cassinari, Stile Galante, Stefano Aresi; Pan Classics (2011).